# عکاسی آرشیوی

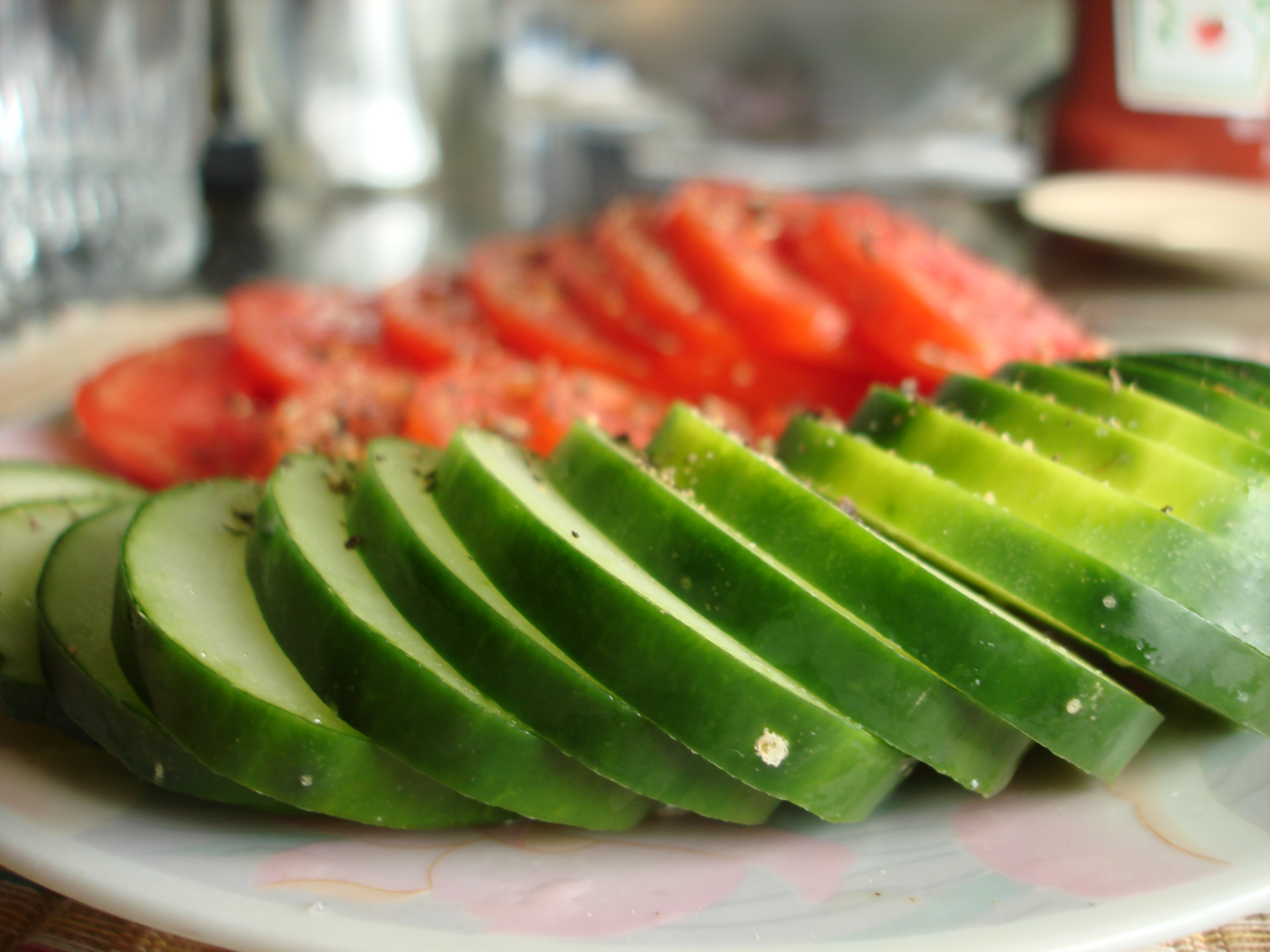
نمونه‌ای از عکس آرشیوی

عکاسی آرشیوی (به انگلیسی: Stock photography) به عکس‌هایی گفته می‌شوند که کاربردها و مصارف خاصی دارند و هدفش تهیهٔ یک بانک عکس است تا با دسترسی آسان در اختیار فیلم‌سازان، ناشران، گرافیست‌ها و سایرین قرار بگیرد.
عکس‌های آرشیوی باعث می‌شوند تا در وقت و هزینهٔ استفاده‌کننده، صرفه‌جویی زیادی شود و دیگر نیازی به استخدام یک عکاس نباشد. معمولاً عکس‌های آرشیوی بنا بر نیاز مخاطبان در بانک‌های عکس دسته‌بندی می‌شوند و دسترسی به تصاویر در هر بانک متفاوت است؛ هر عکسی می‌تواند در مجموعهٔ یک بانک عکس قرار بگیرد، از عکس‌های خبری گرفته تا عکس‌هایی که موضوع خاصی را تصویرسازی می‌کنند.